# Péter Kata
Péter Kata (Budapest, 1981. január 13. –) magyar színésznő.

## Életpályája
2003-ban végzett a Színház- és Filmművészeti Egyetemen Máté Gábor és Horvai István osztályában. 2003–2008 között szabadúszó volt, játszott a Vígszínházban, a Pesti Színházban, az Új Színházban, a tatabányai Jászai Mari Színházban, az egri Gárdonyi Géza Színházban és a székesfehérvári Vörösmarty Színházban. 2008–2011 között a szombathelyi Weöres Sándor Színház művésze. 2011–2017 között a Vígszínház tagja. 2017-től szabadúszó, mellette 2023-ig az Orlai Produkció társulatának tagja volt.

## Színházi szerepeiből
A Színházi adattárban regisztrált bemutatóinak száma: 65.
- Shakespeare: 
  - Szentivánéji álom (Több szerep)
  - A velencei kalmár (Nerissa)
- Osztrovszkij: Jövedelmező állás (Polina)
- Goldoni: Leskelődők (Rosaura)
- Kacsóh Pongrác: János vitéz (Iluska)
- Lökös Ildikó: Migrénes csirke
- Egressy Zoltán: Három koporsó (Emmi)
- Csehov: Cseresznyéskert (Várja)
- Vörösmarty Mihály: Csongor és Tünde (Ilma)
- Spiró György: 
  - Príma környék (Lány)
  - Kvartett (Nő)
- Polcz Alaine: Asszony a fronton
- Arthur Miller: Istenítélet[6] (Mary Warren)
- Woody Allen:[7] Szentivánéji szexkomédia (Ariel)

## Filmjei
- Getno (2004)
- Sóhajok (2005)
- Ebéd (tv-film) (2005)
- Az aranyember (tv-film) (2005)
- Premier (2006)
- Presszó (tv-sorozat) (2008)
- Alíz és a hét farkas (Tv-film) (2009)
- Adás (2009)
- Czukor Show (2010)
- Szabadság – Különjárat (tv-film) (2013)
- Hacktion: Újratöltve (tv-sorozat) (2014)
- Fapad (tv-mini-sorozat) (2015)
- Víziváros (2017)
- Kilakoltatás (2021)
- Nyugati nyaralás (2022)
- A Nagy Fehér Főnök (tv-sorozat) (2022–2023)
- Apatigris (tv-sorozat) (2023)

## Díjai, elismerései
- A kiscsillag is csillag díj (2013)
- Érték-díj (2015)
- Ruttkai Éva-emlékdíj (2015)